# 게오르게 무레샨
게오르게 두미트루 무레샨(루마니아어: Gheorghe Dumitru Mureșan, 1971년 2월 14일~)은 루마니아의 전직 농구 선수로 포지션은 센터이다. 전미 농구 협회의 워싱턴 위저즈와 뉴저지 네츠에서 활동했으며 마누트 볼과 함께 NBA 역대 최장신 선수이다.